# Constel·lació d'Àries
Àries (Aries), l'ovella, amb el símbol , és una de les constel·lacions del zodíac, situada entre Pisces a l'oest i Taurus a l'est.

## Estels principals
Els estels d'Àries són febles, exceptuats Hamal (α Arietis) i Sharatan (β Arietis). Entre els estels principals d'Àries, s'hi troben Mesarthim (γ) i Botein (δ).

### Hamal (α Arietis)
Hamal (α Arietis), nom que significa el Xot en àrab i que designa per tant ella tota sola a la constel·lació sencera, és l'estel més lluent d'Àries. És una gegant groga, 15 vegades més gran que el Sol i 90 vegades més brillant.

### Sheratan (β Arietis)
Sheratan (β Arietis) és el segon estel més brillant de la constel·lació d'Aries. És una estrella blanca de la seqüència principal, tan sols dos vegades més massiu que el Sol. És també una estel doble: la seva companya, una estrella de la mateixa massa que el Sol, va ser detectada per anàlisi Doppler fa més d'un segle. La seva òrbita és extremadament excèntrica (0,88), tots dos estels són molt pròximes una de l'altre, (0,08) ua quan són més a prop, 1,2 ua quan són més lluny, i volten una sobre l'altre en 107 dies. Tots dos estels són doncs virtualment inseparables pel telescopi i cal un interferòmetre per a separar-les.

### Mesarthim (γ Arietis)
Mesarthim (γ Arietis) no és pas el tercer estel de la constel·lació, és el quart. El seu rang dins la designació de Bayer prové de la seva proximitat amb Hamal i Sheratan.
Mesartim és un estel doble. La primària, γ ² Arietis, és de la magnitud 4,75. La seva companya, γ ¹ Ari (el seu «1» ve de la seva localització, a l'oest de «2», és de la magnitud 3,38. Són allunyades almenys 500 ua i volten l'una entorn de l'altra en 5.000 anys.
El tipus espectral de γ ² Arietis és «A1p», de «particular»: Aquest estel té un camp magnètic extremadament intens, més de 1.000 vegades més gran que el de la Terra.

### 53 Arietis
53 Arietis, una estrella blava-blanca en aparença banal, de la magnitud aparent 6,13, dista uns 750 anys llum, és una de les tres «estrelles errants» («runaway stars») en anglès), que es desplacen molt ràpidament per l'espai. Les dues altres estrelles són μ Columbae i AE Aurigae, i les tres semblen fugir a devers 100 km/s des del mateix punt a la nebulosa d'Orió, de ι Orionis, més concretament. Segons una hipòtesi, aquestes estrelles haurien estat a l'origen part d'un sistema múltiple que s'hauria desagregat per l'explosió en supernova d'un dels membres, fa 3 milions d'anys, la qual cosa hauria projectat les tres altres estrelles en direccions diferents.

### Altres estrelles
Sense ser una constel·lació molt extensa, Aries té un gran nombre d'estrelles visibles per l'ull nu sense que siguin particularment brillants. En conseqüència, les designacions són bastant nombroses: nom propi (com Botein, δ Arietis, quarta estrella de la constel·lació), designació de Bayer (ε Arietis, sexta), designació de Flamsteed (41 Arietis, tercera estrella, més brillant que Mesarthim), catàleg Henry Draper (HD 20644, quinta estrella).

## Estrelles notables i d'anomenada
| BD   | F  | Noms i altres designacions                                      | Magnitud aparent | Magnitud absoluta | Distància anys llum | Tipus espectral | Comentaris |  |
| ---- | -- | --------------------------------------------------------------- | ---------------- | ----------------- | ------------------- | --------------- | --- |  |
| α    | 13 | Alfa Arietis, Hamal, Hemal, Hamul, Ras Hammel, El Nath, Arietis | 2,01             | 0,48              | 65,9                | K2III           | - < رأس الحمل ra's[u] al-ħamal Cap del moltó - < النطح an-naţħ La tossada (banya)                                                    |  |
| β    | 6  | Beta Arietis, Sheratan, Sharatan, Al Sharatain                  | 2,64             | 1,33              | 59,6                | A5V             | - < الشراطان aš-šarāţān Els (dos) signes (originalment β i γ Ari)                                                                    |  |
| c    | 41 | 41 Arietis, Bharani                                             | 3,61             | 0,16              | 159                 | B8Vn            | |  |
| γ¹,² | 5  | Gamma Arietis, Mesarthim, Mesartim                              | 3,88             |                   |                     | 204             | - sistema estel·lar triple; magnitud dels component: 4,75, 4,83, 9,6 - γ² és una estrella variable del tipus Alfa2 Canum Venaticorum |  |
| δ    | 56 | Delta Arietis, Botein                                           | 4,35             | 0,79              | 168                 | K2IIIvar        | - < بطين al-buţayn La panxeta |  |
|      | 39 | 39 Arietis                                                      | 4,52             |                   |                     |                 | |  |
| ε    | 48 | Èpsilon Arietis                                                 | 4,63             | -0,13             | 293                 | A2Vs            | - sistema estel·lar triple; magnituds dels component: 5,2, 5,5, 12,7                                                                 |  |
|      | 35 | 35 Arietis                                                      | 4,65             |                   |                     |                 | |  |
| λ    | 9  | Lambda Arietis                                                  | 4,79             | 1,73              | 133                 | F0V             | - estrella binària; magnituds dels components: 4,9, 7,4                                                                              |  |
| ζ    | 58 | Dseta Arietis                                                   | 4,87             | -0,22             | 340                 | A1V             | |  |
|      | 14 | 14 Arietis                                                      | 4,98             | 0,02              | 320                 | F2III           | |  |
| κ    | 12 | Kappa Arietis                                                   | 5,03             |                   | 187                 |                 | - binària espectroscòpica |  |
| ι    | 8  | Iota Arietis                                                    | 5,09             |                   | 660                 |                 | - binària espectroscòpica |  |
| τ²   | 63 | Tau2 Arietis                                                    | 5,10             |                   | 319                 |                 | |  |
|      | 38 | 38 Arietis                                                      | 5,17             |                   |                     |                 | |  |
| η    | 17 | Eta Arietis                                                     | 5,23             |                   | 98,3                |                 | |  |
| π    | 42 | Pi Arietis                                                      | 5,26             |                   | 600                 |                 | - quasi binària espectroscòpica |  |
| τ¹   | 61 | Tau1 Arietis                                                    | 5,27             |                   | 462                 |                 | - sistema estel·lar triple binari eclipsant. Fluctuació de la magnitud: 5,26–5,32. Magnitud de les Components: 5,4, 7,9, 8,4         |  |
|      | 33 | 33 Arietis                                                      | 5,30             |                   |                     |                 | |  |
| ν    | 32 | Ni Arietis                                                      | 5,45             |                   | 347                 |                 | |  |
|      | 52 | 52 Arietis                                                      | 5,45             |                   |                     |                 | - estrella binària; magnitud de les components: 6,8, 7,0                                                                             |  |
| ξ    | 24 | Xi Arietis                                                      | 5,48             |                   | 600                 |                 | |  |
|      | 64 | 64 Arietis                                                      | 5,50             |                   |                     |                 | |  |
| σ    | 43 | Sigma Arietis                                                   | 5,52             |                   | 480                 |                 | |  |
|      | 62 | 62 Arietis                                                      | 5,55             |                   |                     |                 | |  |
|      | 21 | 21 Arietis                                                      | 5,57             |                   |                     |                 | |  |
| θ    | 22 | Theta Arietis                                                   | 5,58             |                   | 387                 |                 | |  |
| ρ³   | 46 | Ro-3 Arietis, Ro Arietis                                        | 5,58             |                   | 115                 |                 | |  |
|      | 10 | 10 Arietis                                                      | 5,64             |                   |                     |                 | |  |
|      | 31 | 31 Arietis                                                      | 5,64             |                   |                     |                 | |  |
|      | 15 | 15 Arietis                                                      | 5,68             |                   |                     |                 | |  |
|      | 19 | 19 Arietis                                                      | 5,72             |                   |                     |                 | |  |
| μ    | 34 | Mi Arietis                                                      | 5,74             |                   | 338                 |                 | |  |
|      | 55 | 55 Arietis                                                      | 5,74             |                   |                     |                 | |  |
| ρ²   | 45 | Ro-2 Arietis, RZ Arietis                                        | 5,76             |                   | 404                 |                 | - variable semiregular |  |
|      | 7  | 7 Arietis                                                       | 5,76             |                   |                     |                 | |  |
| ο    | 37 | Òmicron Arietis                                                 | 5,78             |                   | 482                 |                 | |  |
|      | 56 | 56 Arietis                                                      | 5,78             |                   |                     |                 | |  |
|      | 20 | 20 Arietis                                                      | 5,79             |                   |                     |                 | |  |
|      | 47 | 47 Arietis                                                      | 5,80             |                   |                     |                 | |  |
|      | 1  | 1 Arietis                                                       | 5,83             |                   |                     |                 | - estrella binària; magnitud de les components 6,2, 7,3.                                                                             |  |
|      | 40 | 40 Arietis                                                      | 5,83             |                   |                     |                 | |  |
|      | 4  | 4 Arietis                                                       | 5,86             |                   |                     |                 | |  |
|      | 49 | 49 Arietis                                                      | 5,91             |                   |                     |                 | |  |
|      | 59 | 59 Arietis                                                      | 5,91             |                   |                     |                 | |  |
|      | 29 | 20 Arietis                                                      | 6,00             |                   |                     |                 | |  |
|      | 11 | 11 Arietis                                                      | 6,01             |                   |                     |                 | |  |
|      | 16 | 16 Arietis                                                      | 6,01             |                   |                     |                 | |  |
|      | 30 | 30 Arietis                                                      | 6,01             |                   |                     |                 | - estrella binària; magnitud de les components: 6,51, 7,09                                                                           |  |
|      | 66 | 66 Arietis                                                      | 6,03             |                   |                     |                 | |  |
|      | 65 | 65 Arietis                                                      | 6,07             |                   |                     |                 | |  |
|      | 53 | 53 Arietis                                                      | 6,13             |                   |                     |                 | |  |
|      | 26 | 26 Arietis                                                      | 6,14             |                   |                     |                 | |  |
|      | 60 | 60 Arietis                                                      | 6,14             |                   |                     |                 | |  |
|      | 27 | 27 Arietis                                                      | 6,21             |                   |                     |                 | |  |
|      | 54 | 54 Arietis                                                      | 6,24             |                   |                     |                 | |  |
|      | 36 | 36 Arietis                                                      | 6,40             |                   |                     |                 | |  |
|      |    | HD 20367                                                        | 6,41             |                   | 88,4                |                 | - té un planeta |  |
|      | 25 | 25 Arietis                                                      | 6,45             |                   |                     |                 | |  |
|      | 3  | 3 Arietis                                                       | 6,55             |                   |                     |                 | |  |
|      | 51 | 51 Arietis                                                      | 6,62             |                   |                     |                 | |  |
| ρ¹   | 44 | Ro-1 Arietis                                                    | 7,10             |                   |                     |                 | |  |
|      |    | HD 12661                                                        | 7,44             |                   | 121                 |                 | - té dos planetes |  |
|      |    | BD+20°307                                                       | 9,01             |                   | 300                 |                 | |  |
|      |    | TZ Arietis                                                      | 12,1             |                   | 14,5                |                 | - estrella fulgurant |  |
|      |    | Estrella del Dr. Bonnard Teegarden, SO025300.5+165258           | 15,4             |                   | 12,6                |                 | - molt a prop - gran moviment propi                                                                                                  |  |

Procedència de les dades: The Bright Star Catalogue, 5th Revised Ed., The Hipparcos Catalogue, ESA SP-1200

## Objectes celestes
En aquesta constel·lació hi ha pocs objectes, i són tots poc lluminosos. S'hi troben les galàxies NGC 697 (al nord-oest de β), NGC 772 (al sud-est de β), NGC 972 (en el nord de la constel·lació) i NGC 1156 (al nord-oest de δ).

## Història i mitologia
Ara Àries és reconegut com una constel·lació oficial, encara que com una regió específica del cel, per la Unió Astronòmica Internacional. Originàriament es va definir en textos antics com un patró específic d'estrelles, i ha estat una constel·lació des de l'antiguitat; ara inclou el patró antic i les estrelles circumdants. A la descripció del catàleg babilònic d'estrelles de les tauletes d'argila conegudes com a MUL.APIN, la constel·lació, ara coneguda com Àries, era l'estació final al llarg de l'eclíptica. El MUL.APIN era una taula completa del naixement i la posta de les estrelles, que probablement servia com a calendari agrícola. L'actual Àries era conegut com MULLÚ.ḪUN.GÁ, "El treballador agrari" o "L'home contractat". Tot i que probablement es va compilar al segle xii o xi aC, el MUL.APIN reflecteix una tradició que marca les Plèiades com l'equinocci vernal, que era el cas amb certa precisió al començament de l'Edat del Bronze Mitjà. La referència identificable més antiga d'Àries com a constel·lació diferent prové de les pedres de frontera que daten del 1350 al 1000 aC. En diverses pedres de frontera, una figura de moltó zodiacal és diferent dels altres personatges. El canvi en la identificació de la constel·lació com el treballador agrari a moltó probablement es va produir en la tradició babilònica posterior a causa de la seva creixent associació amb Dumuzi. Quan es va crear el MUL.APIN, l'any 1000 aC, l'Àries modern s'identificava tant amb l'ariet de Dumuzi com amb un treballador contractat. El moment exacte d'aquest canvi és difícil de determinar a causa de la manca d'imatges d'Àries o altres figures de moltó.
A l'astronomia egípcia antiga, Àries estava associat amb el déu Amon-Ra, que es representava com un home amb cap de moltó i representava la fertilitat i la creativitat. Com que era la ubicació de l'equinocci de primavera, es va anomenar "Indicador del Sol Renascut". Durant les èpoques de l'any en què Àries era destacat, els sacerdots feien construir estàtues d'Amon-Ra als temples, una pràctica que va ser modificada pels astrònoms perses segles més tard. Àries va adquirir el títol de "Senyor del Cap" a Egipte, fent referència a la seva importància simbòlica i mitològica.
En la mitologia grega, aquesta constel·lació representaria el marrà, el velló d'or del qual inspirà la saga de Jàson.
El rei Atamant tenia dos fills Frixos i Hel·le, del seu matrimoni amb Nèfele. Després de la mort de la seva mare, Atamant es va tornar a casar amb Ino, amb la que va tenir també dos fills. La reina Ino volia que els seus fills heretessin el tron, per la qual cosa s'havia de desfer de Frixos i Hel·le. Per això va idear un estratagema pervers. Va encendre foc sota la terra dels graners, així quan es va sembrar el blat el gra torrat no va néixer. Davant l'amenaça de la fam el rei va enviar emissaris a consultar l'oracle de Delfos. Quan els emissaris tornaven, la reina Ino els va subornar perquè diguessin el que ella volia: que els deus exigien el sacrifici de Frixos i Hel·le. El déu Hermes envià als nens un moltó alat amb la llana d'or. Muntat sobre el moltó viatjarem cap a orient, però Hel·le va caure al mar que rebé el nom d'Hel·lespont en honor d'Hel·le. Aquest accident va fer que Frixos perdés la confiança en el moltó volador. El feu aterrar i continuà a peu amb ell fins al bosc d'Ares a la Còlquida. Allà va ser acollit pel rei Eetes, i es va casar a la filla del rei. Com a mostra d'agraïment, Frixos va sacrificar el moltó i va oferir el velló d'or al rei, qui el va penjar a una alzina del bosc sagrat d'Ares.
Sembla que els Babilònics, els Grecs, els Perses, i els Egipcis, tots anomenaven a la constel·lació «el Marrà».
Aquesta constel·lació era també la primera constel·lació del Zodíac quan va ser establert fa més de 2.000 anys: degut a la precessió dels equinoccis, l'equinocci de primavera estava en aquell temps situat a Aries (actualment a Pisces).
El nord d'aquesta constel·lació era anomenat Mosca boreal fins al segle xix. La seva estrella principal era 41 Arietis (la qual cosa explica l'absència de lletra grega per designar aquesta estrella).

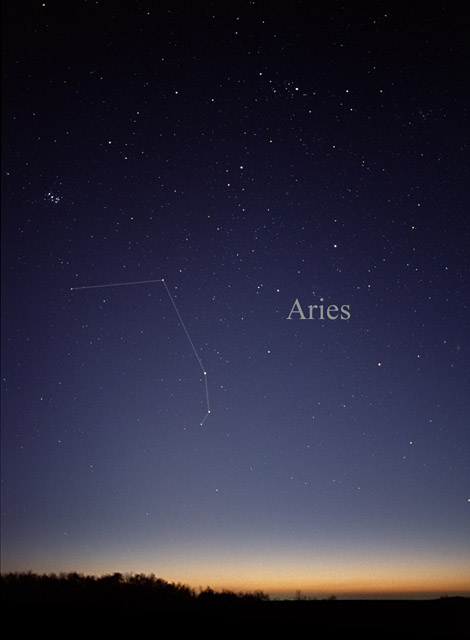
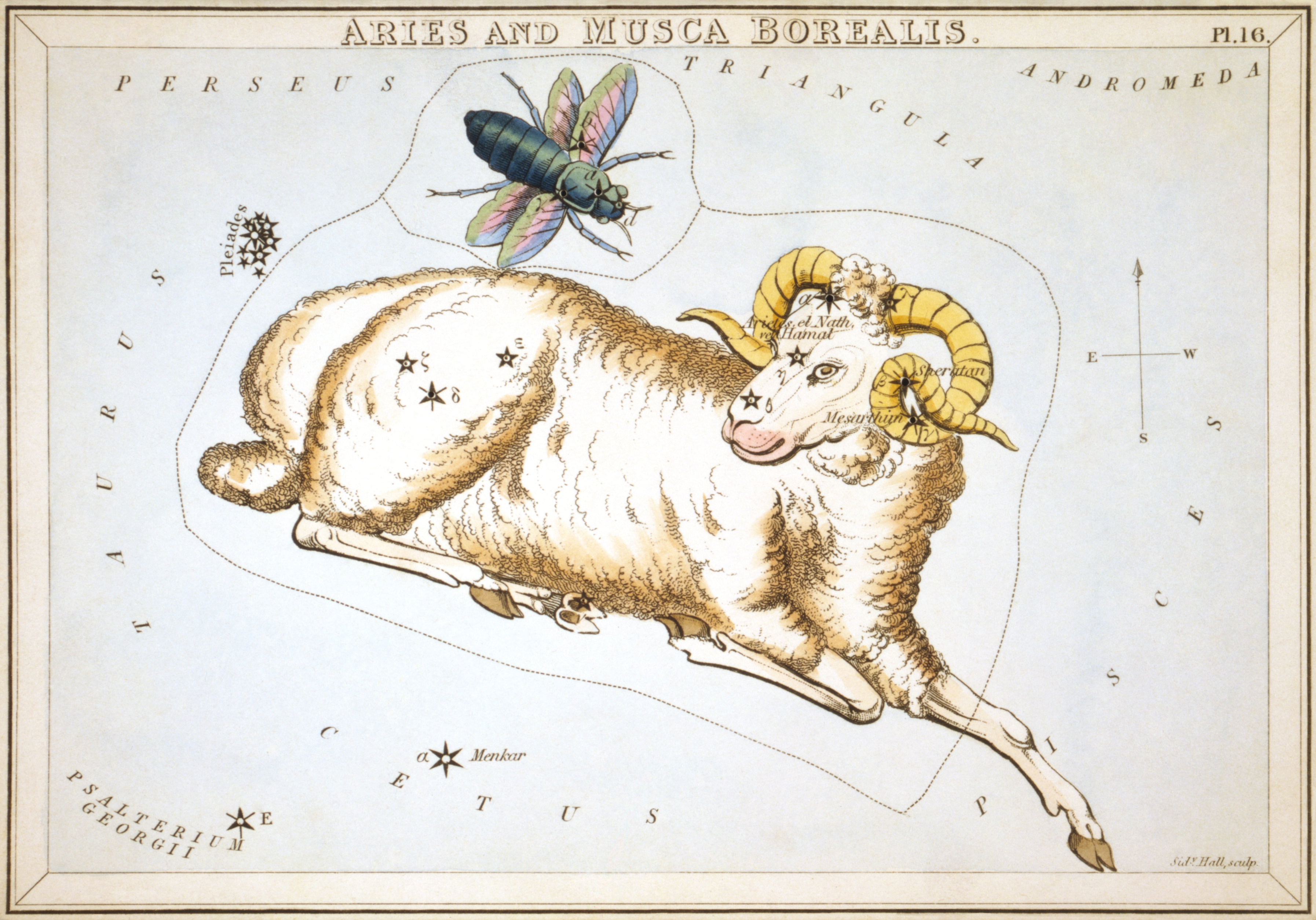